# Javier Heraud
Javier Luis Heraud Pérez-Tellería (Lima, 19 de enero de 1942-Puerto Maldonado, Madre de Dios; 15 de mayo de 1963) fue un poeta, escritor, profesor, editor, traductor y guerrillero peruano miembro del Ejército de Liberación Nacional (ELN).
Desde muy niño mostró un gran interés por el estudio, lo que se reflejó en el ámbito académico, al ocupar el segundo puesto de su promoción en el colegio Markham, el primer puesto de ingreso en la Facultad de Letras de la Pontificia Universidad Católica del Perú en 1958, e ingresando a la Facultad de Derecho de la Universidad Nacional Mayor de San Marcos en 1960.
En 1960, aun siendo menor de edad, publicó El río, poemario donde hizo gala de su talento para la composición literaria. Con su libro El viaje obtuvo el galardón en la primera edición del Premio El Poeta Joven del Perú, creado por Marco Antonio Corcuera y otros relevantes autores peruanos.

## Biografía
Javier Heraud fue hijo de Jorge A. Heraud Cricet (1910-2005) y Victoria Pérez Tellería (1911-2009), fue el tercero de seis hermanos, entre ellos, el reconocido científico peruano Jorge Heraud.
En 1947 ingresó al Colegio Sagrados Corazones Belén y, en 1948, se incorporó al primer año de educación primaria en el británico Markham College, donde cursó toda su instrucción escolar, en el que destacó tanto en competencias deportivas como en los juegos florales de poesía. Al concluir su educación secundaria recibió el Segundo Premio de su promoción y el Primer Premio de Literatura.
En 1958 ingresó con el primer puesto a la facultad de letras de la Pontificia Universidad Católica del Perú. Ese mismo año ocupó la plaza de profesor en el Instituto Industrial No.24, donde dictó los cursos de inglés y castellano, siendo, quizás, el profesor más joven del Perú. En 1960 lo nombraron Profesor de Inglés en el Colegio Nacional Nuestra Señora de Guadalupe.
En 1960, publica sus primeros poemarios El Río y El viaje. El 20 de diciembre de ese año comparte con el poeta sanmarquino César Calvo, el primer premio en el concurso "El poeta joven del Perú", por su poemario El viaje. Ese mismo año, estando cada vez más comprometido con las problemáticas sociales del país, ingresa a la Universidad Nacional Mayor de San Marcos con el fin de estudiar Derecho. Ya en San Marcos frecuenta nuevas amistades y se relaciona con los círculos literarios sanmarquinos. Durante ese tiempo fue también profesor de literatura en la entonces Gran Unidad Escolar Melitón Carvajal de Lince.
En 1961 se inscribe en las filas del Movimiento Social Progresista (MSP) de tendencia socialdemócrata. Participa en la manifestación de repudio por la visita del vicepresidente de Estados Unidos Richard Nixon al Perú.
En julio de ese mismo año, viaja a Moscú, invitado por el Fórum Internacional de la Juventud, permaneciendo 15 días en Rusia que marcarían el rumbo de su vida. Esto queda evidenciado en sus poemas «En la plaza Roja» y «Plaza Roja 1961».
Conoce China, luego París, donde visitaría la tumba de César Vallejo y posteriormente viajó a Madrid. En 1962 renunció al Movimiento Social Progresista, argumentando que: yo no creo que sea suficiente llamarse revolucionario para serlo. Recibe una beca para estudiar cine y parte a Cuba, junto con otros comunistas de Chile, donde conoce a Fidel Castro.
En 1963 retorna al Perú para librar una guerra contra la junta militar de Ricardo Pérez Godoy y Nicolás Lindley López, que en aquel entonces había tomado el poder mediante un golpe de Estado, uniéndose al grupo guerrillero Ejército de Liberación Nacional bajo el seudónimo de "Rodrigo Machado".

## Muerte
En la noche del 14 de mayo de 1963, en Puerto Maldonado, Javier Heraud junto con otros seis compañeros tuvieron un enfrentamiento con miembros de la Guardia Republicana mientras eran trasladados a la comisaría bajo custodia. En dicho enfrentamiento, uno de los detenidos disparó contra uno de los policías (quien falleció minutos después) y en medio del caos, Javier y uno de sus compañeros lograron huir hacia la carretera y posteriormente internarse en el monte muy cerca del río Madre de Dios.
En la madrugada del 15 de mayo, cuando Javier y su compañero intentaban continuar su huida navegando por el río, se encontraron nuevamente con los policías que los habían estado buscando. Este encuentro produjo un nuevo enfrentamiento, en el que las ráfagas de metralleta de los agentes policiales impactaron tanto a Javier como a su compañero. En total, diecinueve balas "Dum-Dum" acabaron con la vida del joven poeta que para entonces tenía 21 años de edad.
Póstumamente ganó los Juegos Florales de la Universidad Nacional Mayor de San Marcos con su poemario Estación reunida.

## Obras
- El río (1960)
- El viaje (1960)
- Estación reunida (1961)[14]
- Poesías completas y homenaje (1964)
- Poema a dos voces (1967) con César Calvo
- Poesías completas y cartas (1976). Supervisión literaria de Estuardo Núñez y otros. 'Preludio' de Sebastián Salazar Bondy.
- Al Heródico Modo - Ejercicios tempranos (1954-1959). Publicación de Casa de la Literatura Peruana (2020)

### Obra publicada en antologías
- Traducciones de poesía norteamericana en: Ricardo Silva Santisteban (antologador): Antología general de la traducción en el Perú, volumen VII. Lima, Universidad Ricardo Palma - Editorial Universitaria, 2016. ISBN 978-612-4234-63-7.

## Premios y distinciones
- Primer Premio en el concurso El Poeta Joven del Perú, compartido con César Calvo, convocado por la revista Cuadernos Trimestrales de Poesía, de Trujillo, por su libro: El viaje.
- Primer Premio de Poesía en los Juegos Florales seleccionado por la Federación Universitaria de San Marcos, por su poemario Estación Reunida (póstumo, Lima 1960)

## Tributos artísticos
- La cantautora Chabuca Granda le dedicó dos temas: «Las flores buenas de Javier» y «El fusil del poeta es una rosa».[15][16]

- En 2009, los dramaturgos Eduardo Adrianzén y Claudia Sacha estrenan la obra teatral El corazón volador: La pasión según Javier Heraud.[17]

- En 2019 el director peruano Javier Corcuera estrenó en el Festival de Cine de Lima el documental El viaje de Javier Heraud, el cual reúne testimonios de personas allegadas al poeta.[18][19][20][21]

- En 2019 se estrenó la película de ficción La pasión de Javier del director Eduardo Guillot y protagonizada por Vania Accinelli y Stefano Tosso, esté último en el papel de Heraud.[22][23]